# Chim nhiệt đới đuôi trắng
Phaethon lepturus là một loài chim trong họ Phaethontidae.
Đây là loài nhỏ nhất trong ba loài chim biển có liên quan chặt chẽ của các đại dương nhiệt đới và là thành viên nhỏ nhất của bộ Phaethontiformes. Loài này phân bố ở Đại Tây Dương nhiệt đới, Tây Thái Bình Dương và Ấn Độ Dương. Loài này cũng sinh sản trên một số hòn đảo Caribê, và một vài cặp đã bắt đầu làm tổ gần đây trên đảo Tobago Nhỏ, tham gia vào thuộc địa của chim latte đỏ. Bên cạnh vùng Đại Tây Dương nhiệt đới, nó còn hiện diện ở phía bắc như Bermuda, nơi nó được gọi là "đuôi dài".

## Hình ảnh

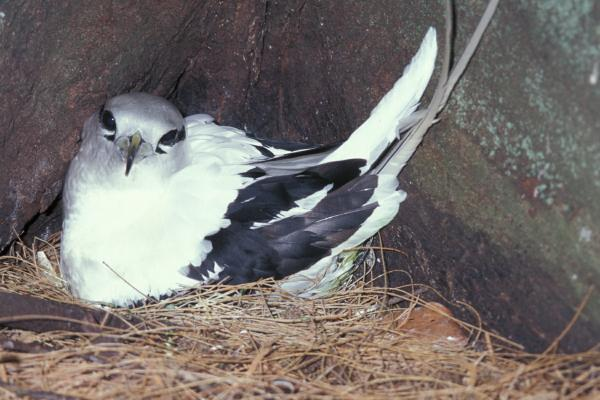
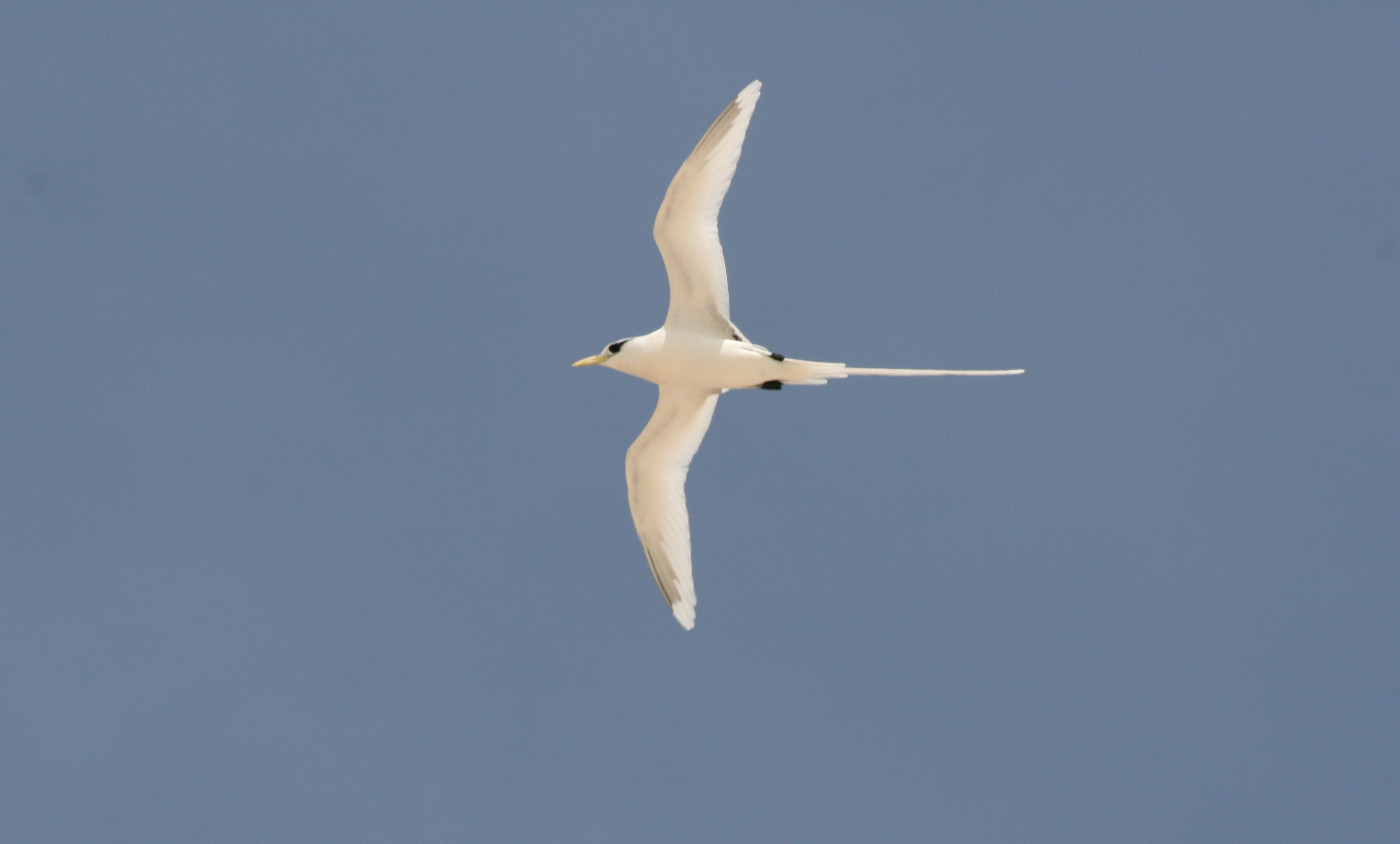
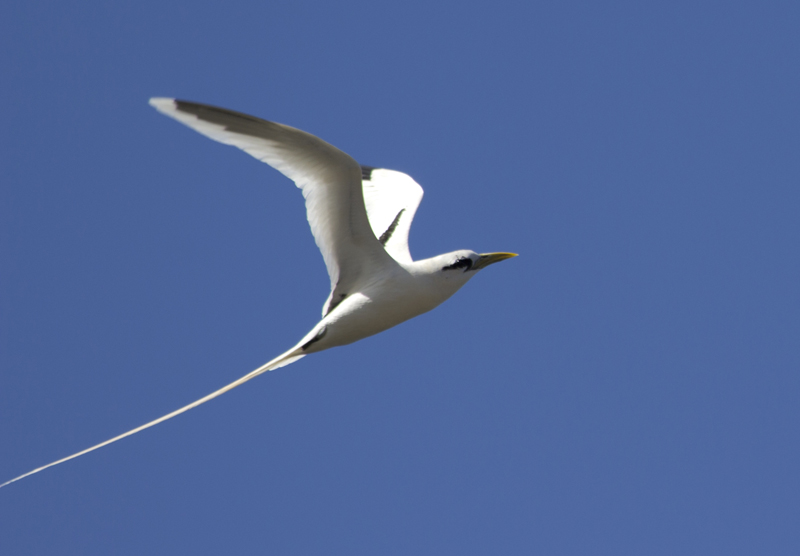
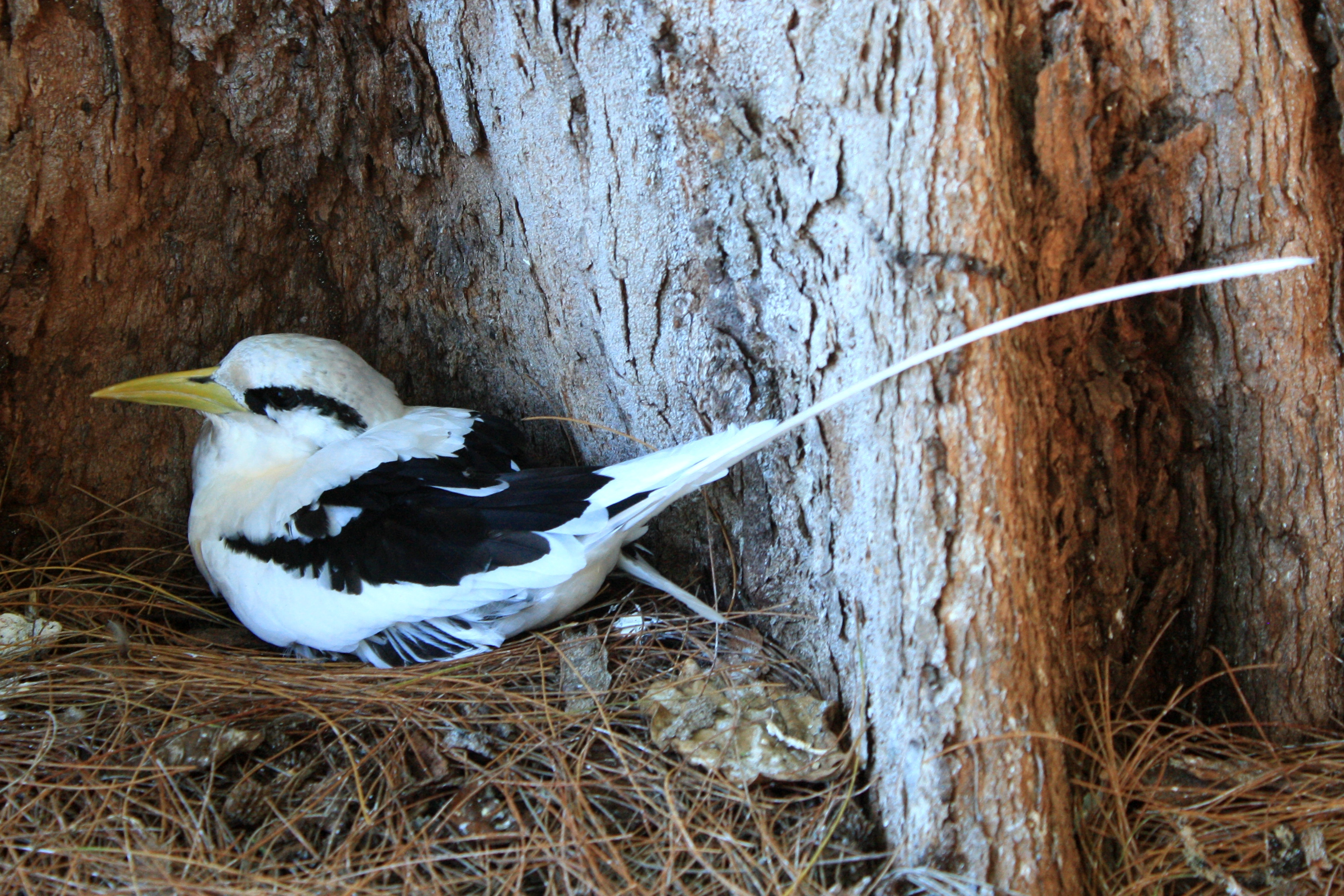
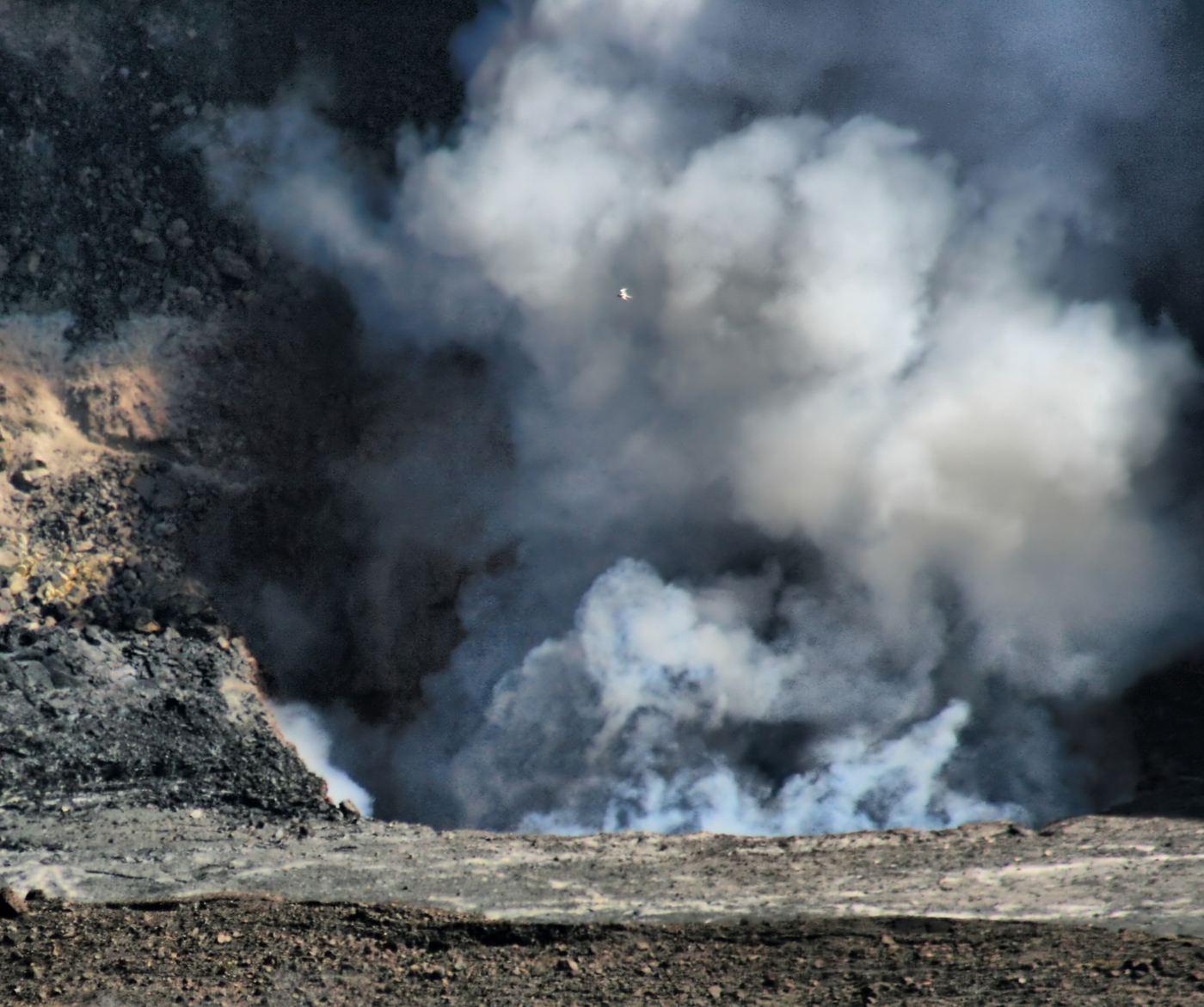
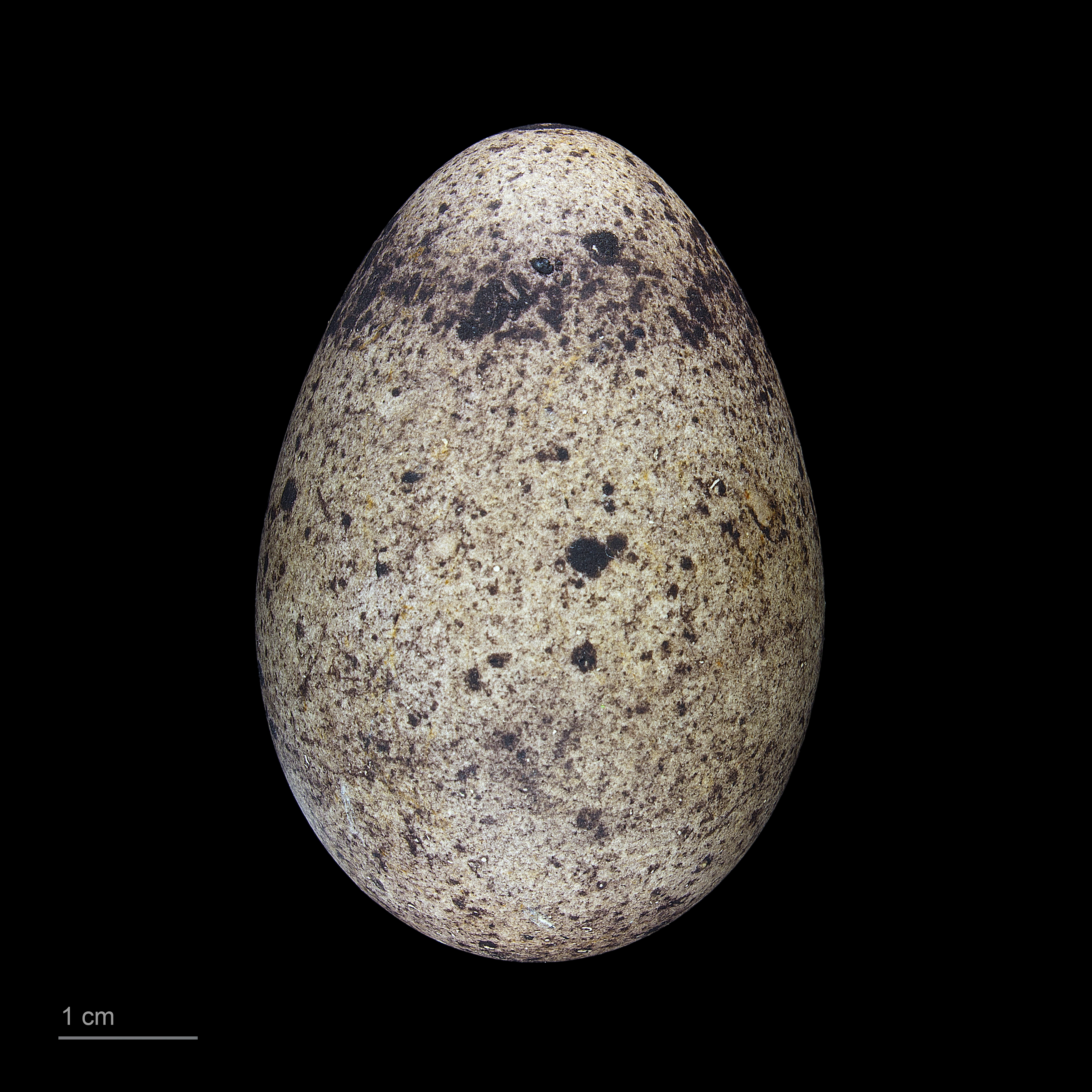
Museum specimen - Sao-Tomé